# Saillon
Saillon är en ort och kommun i distriktet Martigny i kantonen Valais, Schweiz. Kommunen har 3 094 invånare (2023).